# Parc du château de Pont-de-Veyle
Le parc du château de Pont-de-Veyle (ou domaine du château de Pont-de-Veyle) est un parc situé sur le territoire de la commune de Pont-de-Veyle dans le département français de l'Ain et la région Auvergne-Rhône-Alpes.

## Historique
Le parc (incluant les ponts, les passerelles et la roue à godets, le système hydraulique complet, le portail d'entrée et les fossés subsistants — hors ferme moderne) est inscrit au titre des monuments historiques par arrêté du 29 mai 2020.

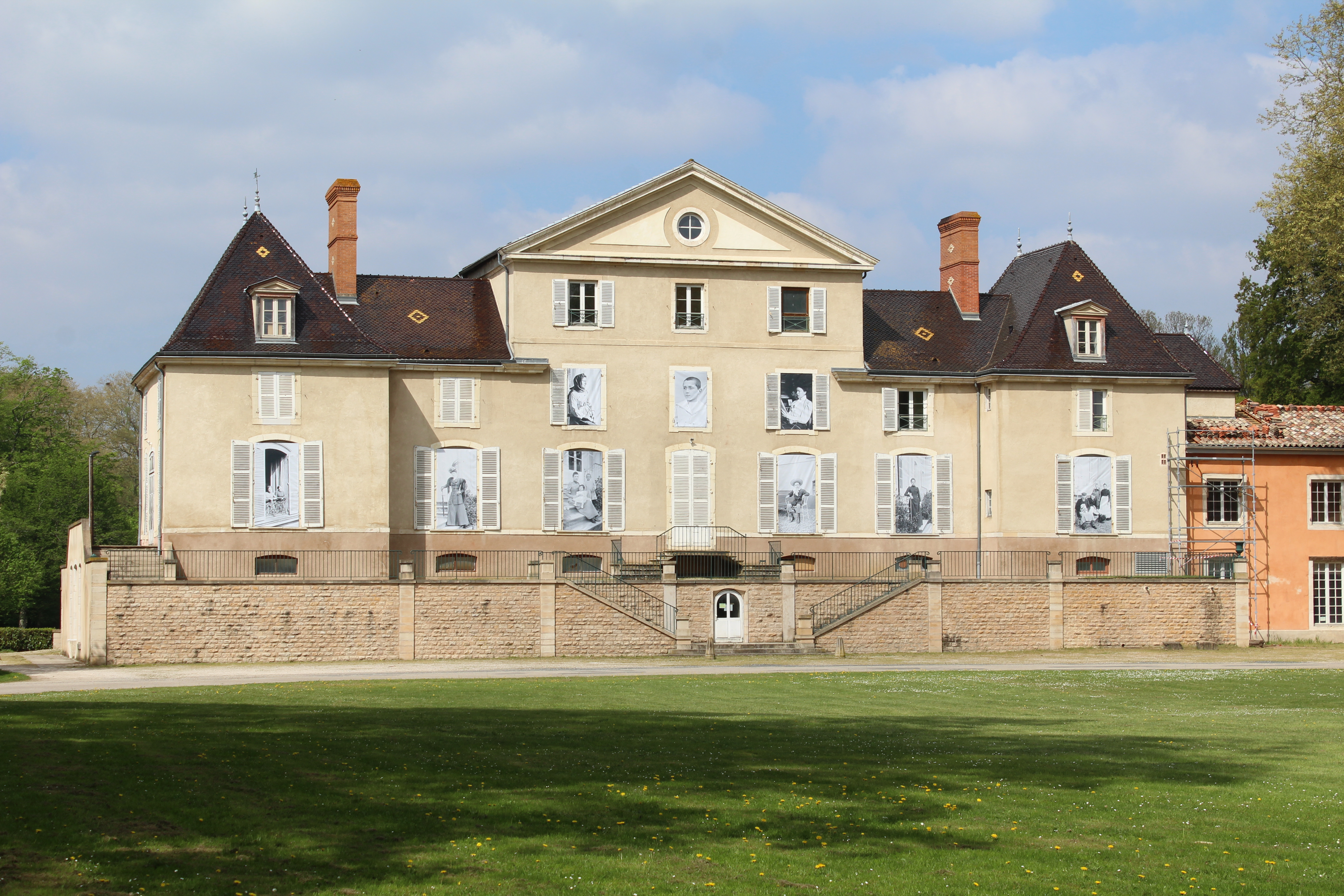
Château.
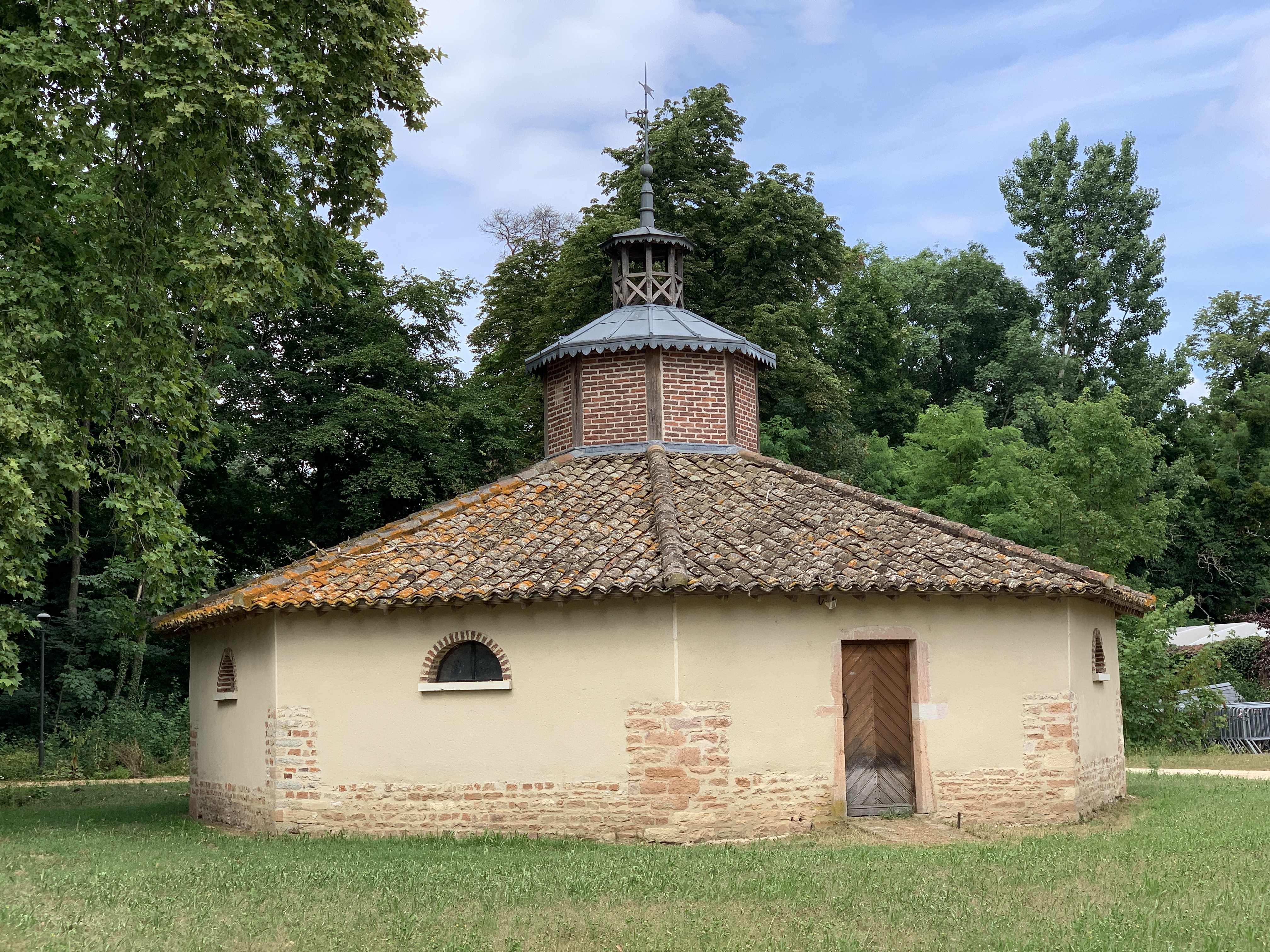
Écurie-pigeonnier.
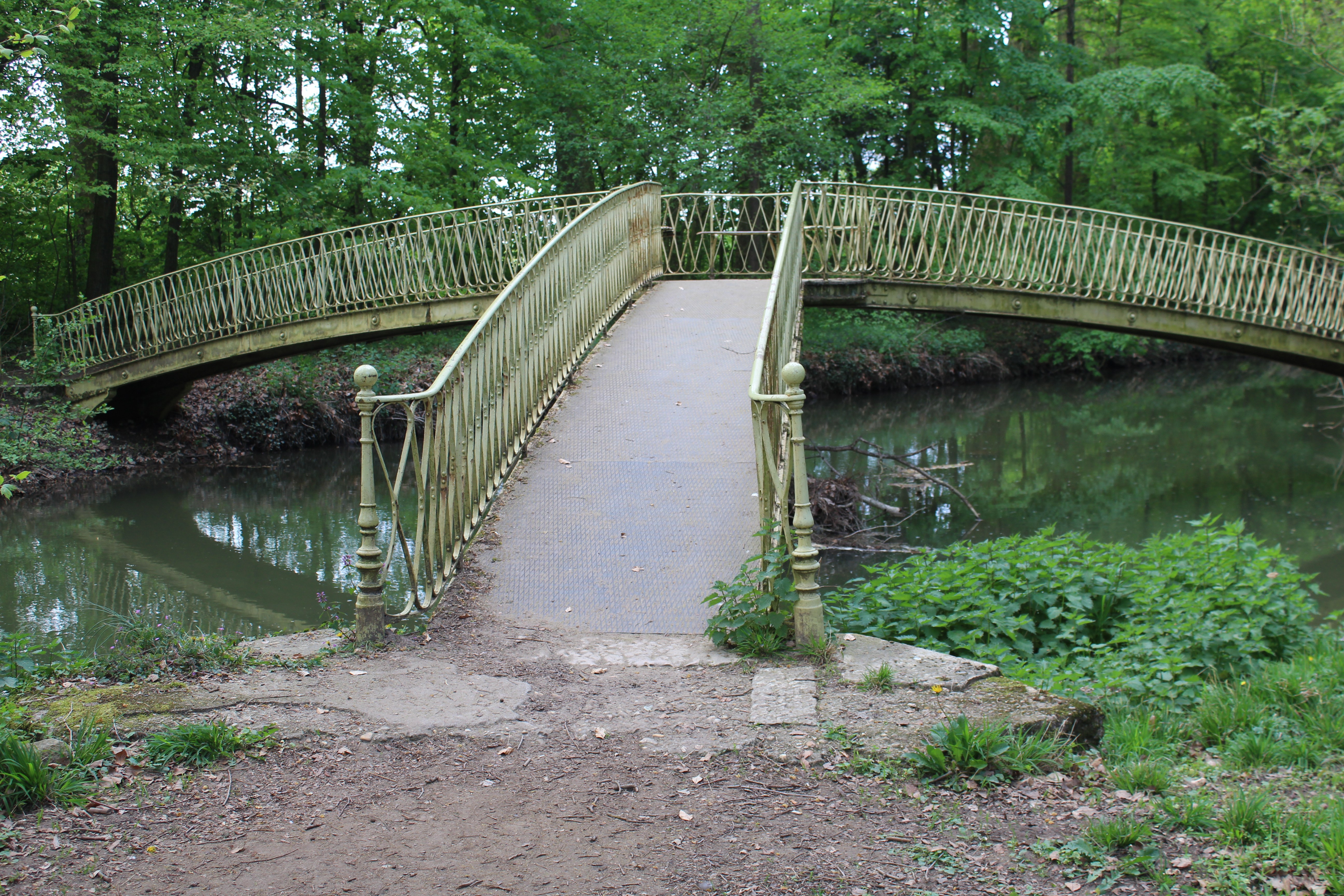
Pont à trois branches.
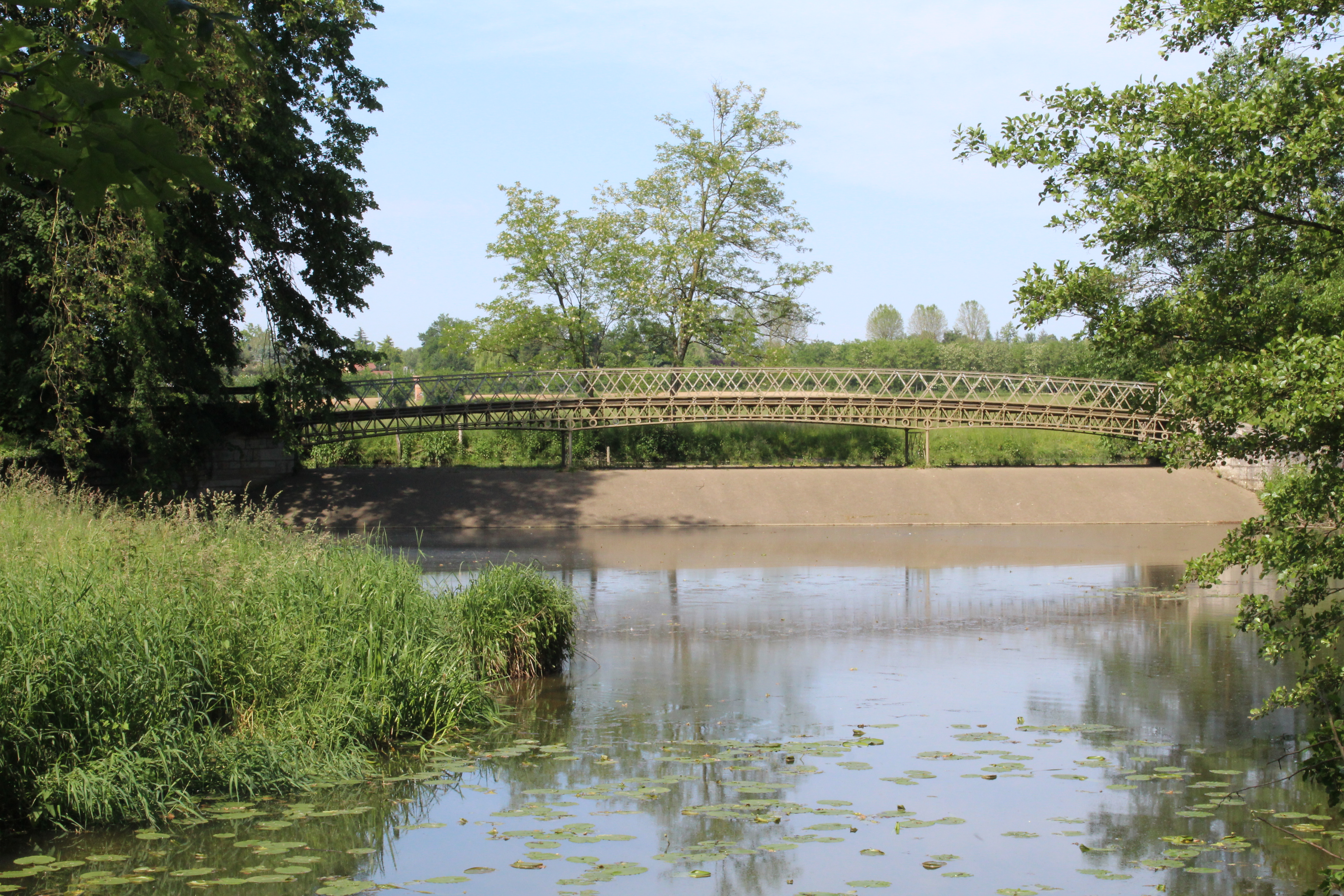
Ruisseau de Montbattant et pont de la Cascade.
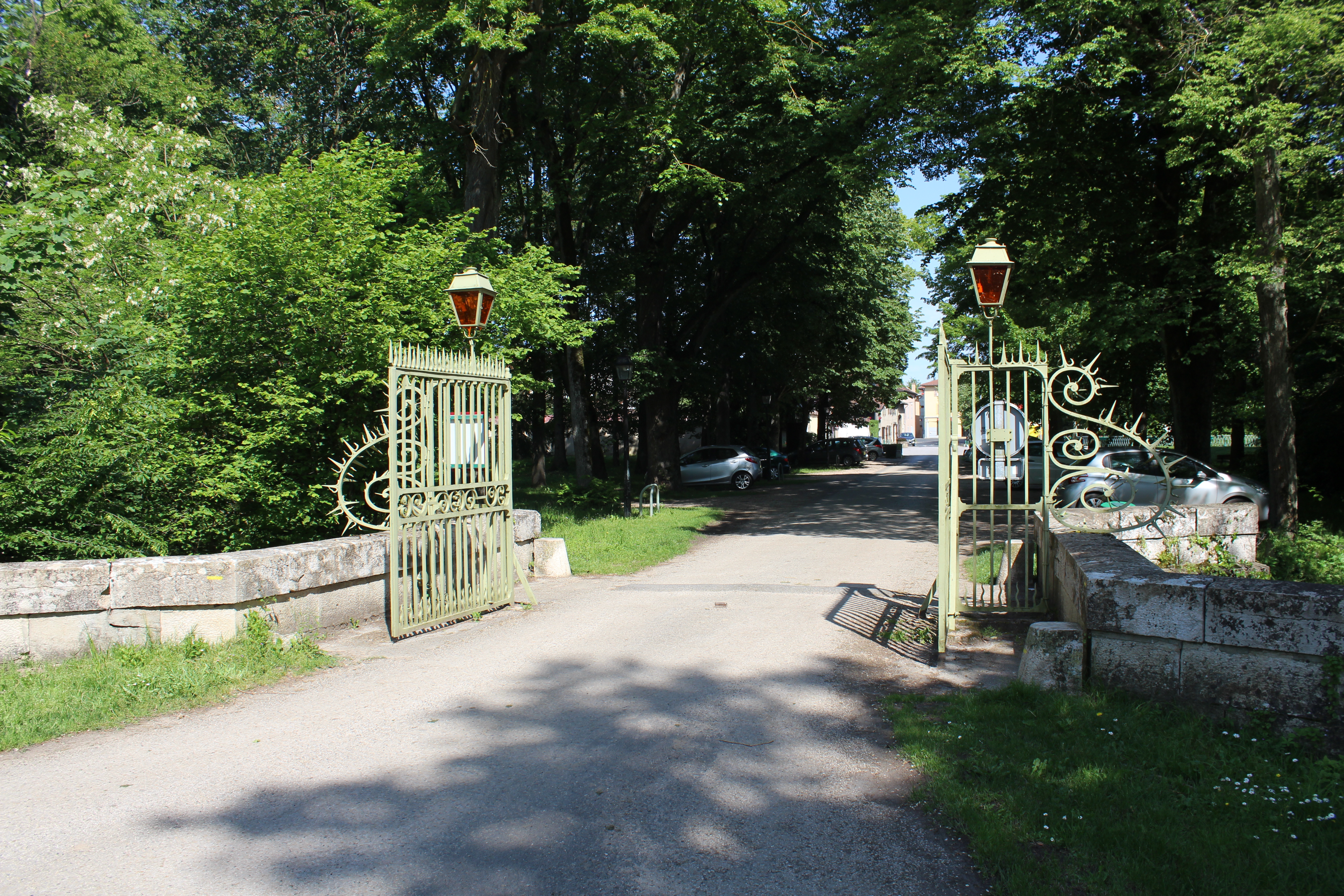
Portail d'entrée.